# Boysetsfire

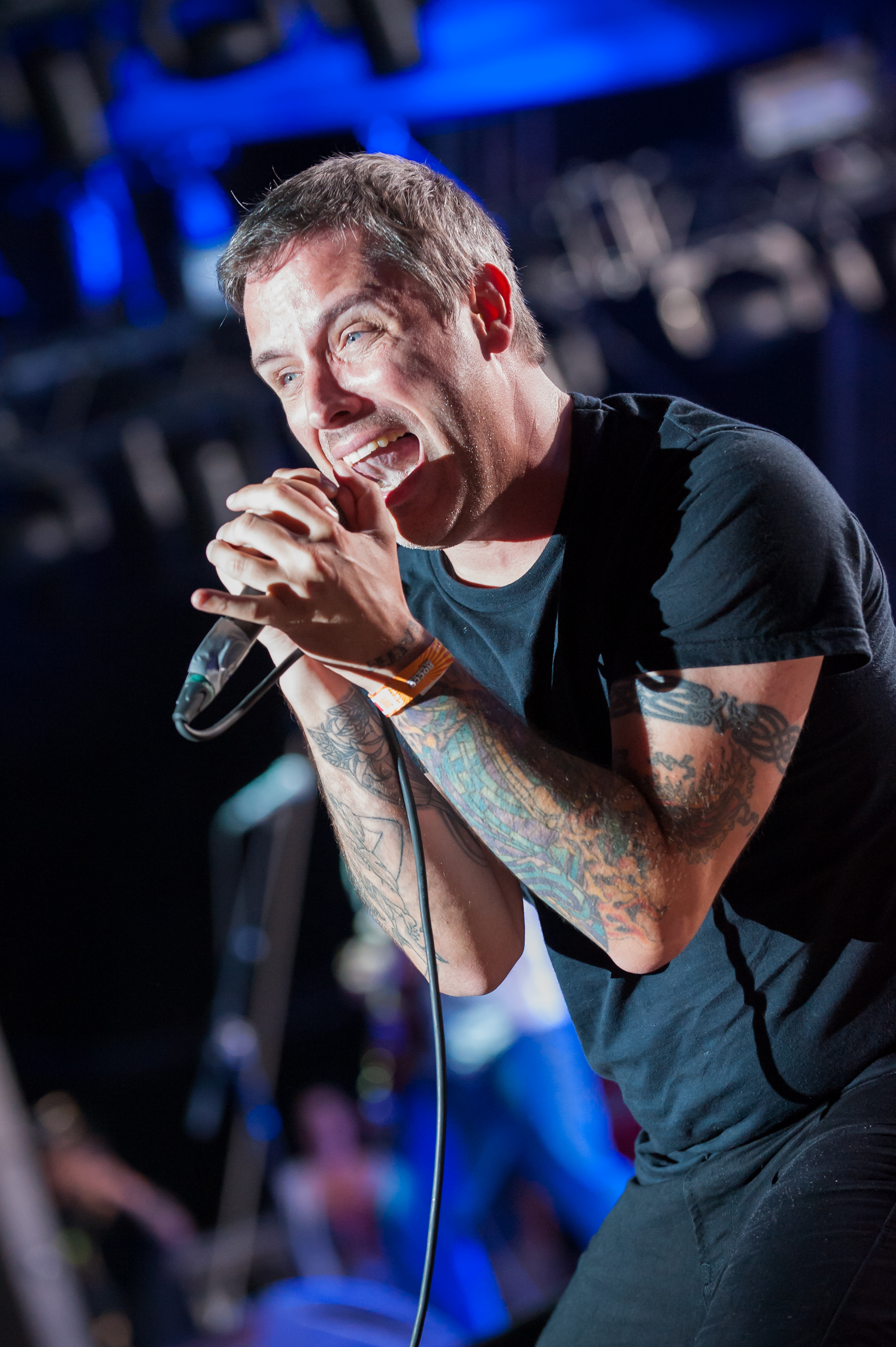
Nathan Gray, van boysetsfire

Boysetsfire (geschreven met een kleine letter b) is een Amerikaanse melodieuze hardcore/emocore-band uit Delaware, ontstaan in oktober 1994. Boysetsfire bestaat uit de gitaristen Chad Istvan en Josh Latshaw, bassist Robert Ehrenbrand, drummer Matt Krupanski en zanger Nathan Gray. Na de eerste demo's uitgebracht te hebben eind 1994 en begin 1995, komt in 1996 de eerste ep This Crying This Screaming, My Voice is Being Born uit. De band heeft hun muziek uitgebracht bij de platenlabels Initial Records, Victory Records, Wind-Up Records en Equal Vision Records/Burning Heart Records. Er zijn split-ep's uitgekomen samen met Coalesce, Shai Hulud en Snapcase. 
De band staat bekend om hun intense liveoptredens en hun sterke politieke overtuiging. In 2005 tekenden ze bij het indie-label Burning Heart Records en brachten hun album "The Misery Index: Notes From The Plague Years" uit in februari 2006.
De voormalige leden zijn in 2007 een nieuw project gestart, The Casting Out. Maar door het gemis van boysetsfire hebben ze besloten in 2010 weer de draad op te pakken.
Het eerste optreden met de herenigde band was in december 2010.

## Discografie
- Consider (1996)
- This Crying This Screaming, My Voice is Being Born (1996)
- The Day the Sun Went Out (1997)
- In Chrysalis (1998)
- Snapcase Vs. Boy Sets Fire (Split-ep) (1999)
- Suckerpunch Training (2000)
- Crush 'Em All Vol. 1 (Boy Sets Fire / Shai Hulud Split 7") (2000)
- Coalesce / Boy Sets Fire (Split-ep) (2000)
- After the Eulogy (2001)
- Live for Today (2002)
- Tomorrow Come Today (2003)
- The Day the Sun Went Out (Remastered) (2005)
- Before the Eulogy (B-sides and rarities) (2005)
- The Misery Index: Notes From The Plague Years (2006)
- While a Nation Sleeps (2013)
- Self Titled (2015)